# Hermann Lippert
Hermann Lippert (* 24. Oktober 1898 in Gemünden am Main; † nach 1952) war ein deutscher Verwaltungsjurist und Landrat.

## Leben
Hermann Lippert musste am Ersten Weltkrieg teilnehmen und absolvierte danach ein Studium der Rechtswissenschaften an der Ludwig-Maximilians-Universität München und Würzburg, wo er Mitglied der katholischen Studentenverbindung Walhalla war. 1922 legte er die erste juristische Staatsprüfung ab und leistete den dreijährigen Vorbereitungsdienst (Referendariat). Das Große juristische Staatsexamen bestand er am 11. Dezember 1925 in Würzburg mit „gut“. Später wurde er als Bezirksamtmann Leiter des Bezirksamtes München. Lippert wechselte in die Polizeiverwaltung, wo er 1936 zum Regierungsrat und 1937 zum Oberregierungsrat ernannt wurde. Bevor er am 1. Januar 1940 das Amt des Landrats im Landkreis Markt Eisenstein im besetzten Sudetenland übernahm, war er bei der Regierung von Oberbayern beschäftigt. Im September 1942 wechselte er in gleicher Position als Landrat zum Landkreis Rosenheim, wo er bis zu seinem Ausscheiden aus dem Dienst im Mai 1945 blieb. Lippert musste Kriegsdienst leisten und war im besetzten Frankreich als Oberkriegsverwaltungsrat in Paris tätig.
Zum 1. Mai 1933 war er in die NSDAP eingetreten (Mitgliedsnummer 2.526.801). Über ein Entnazifizierungsverfahren gibt die Quellenlage keine Aufschlüsse. Es kann davon ausgegangen werden, dass er als Mitläufer oder minderbelastet eingestuft worden ist. Später wurde er Oberregierungsrat bei der Bayerischen  Versicherungskammer und dort am 1. Dezember 1952 zum Regierungsdirektor befördert.